# Kate Todd
Ne pas confondre avec le personnage fictif Kate Todd de la série NCIS : Enquêtes spéciales.
Kate Todd aussi créditée Katie Todd (née le 12 décembre 1987 à Barrie au Canada) est une actrice, auteure-compositrice-interprète et musicienne canadienne.

## Biographie
Elle a joué dans Radio Free Roscoe de 2003 à 2005. Entre 2007 et 2008, elle a joué dans Derek et Degrassi : La Nouvelle Génération. En 2010, elle a joué le rôle de Erica dans le téléfilm Ma Baby-sitter est un vampire. Depuis début 2011, elle incarne Erica dans la série télévisée Ma baby-sitter est un vampire adaptée du téléfilm.

## Filmographie

### Cinéma
- 2007 : The Tracey Fragments : Debbie Dodge
- 2008 : Saving God : Sherri Butler
- 2012 : S is for Bird (Court-métrage) : La fille au Snack Bar

### Télévision
- 2002 : Les Secrets de Blake Holsey (Strange Days at Blake Holsey High) (série télévisée) : Cassie
- 2003-2005 : Radio Free Roscoe (série télévisée) : Lily Randall / Shady Lane
- 2005 : Face à son destin 2 : La Vie d'une mère (More Sex & the Single Mom) (Téléfilm) : Carol Ann
- 2006 : Booky Makes Her Mark (Téléfilm) : Gloria
- 2007 : La Vie selon Annie (Naturally, Sadie) (série télévisée) : Jen
- 2007 : Les Griffes de la forêt (Grizzly Rage) (Téléfilm) : Lauren Findley
- 2007-2008 : Derek (Life with Derek) (série télévisée) : Sally
- 2008 : Degrassi Spring Break Movie' (Téléfilm) : Natasha
- 2008 : Degrassi : La Nouvelle Génération (Degrassi: Next Generation) (série télévisée) : Natasha
- 2009 : Les Griffin (Family Guy) (série télévisée) : Heidi Montag (Voix)
- 2009-2010 : Crashing In (série télévisée) : Chrissy Eastman
- 2010 : Ma Baby-sitter est un vampire (My Babysitter's a Vampire) (Téléfilm) : Erica Jones
- 2011 : Rookie Blue (série télévisée) : Jane
- 2011-2012 : Ma baby-sitter est un vampire (My Babysitter's a Vampire) (série télévisée) : Erica Jones
- 2012 : The L.A. Complex (série télévisée) : Katee
- 2013 : Ma famille bien-aimée (The Good Witch's Destiny) (Téléfilm) : Helen
- 2013 : Satisfaction (série télévisée) : Taylor
- 2014 : Lost Girl (série télévisée) : Dominique

## Discographie
- 2011 : Girl Next Door " Ma babysitter est un vampire "